# Verdickungsmittel
Verdickungsmittel (auch Dickungsmittel oder Bindemittel) werden Lösungen – vorzugsweise wässrigen – zugesetzt, um ihre Viskosität zu erhöhen.
Manche Verdickungsmittel sind Geliermittel, d. h. sie gelieren.
Verdickungsmittel sind Stoffe, die in erster Linie in der Lage sind, Wasser zu binden. Durch Entzug von ungebundenem Wasser kommt es zur Erhöhung der Viskosität. Ab einer für jedes Verdickungsmittel charakteristischen Konzentration treten zu diesem Effekt noch Netzwerkeffekte auf, die zu einer meist überproportionalen Erhöhung der Viskosität führen. In diesem Fall wird davon gesprochen, dass Moleküle miteinander 'kommunizieren', mithin verschlaufen. Die meisten Verdickungsmittel sind lineare oder verzweigte Makromoleküle (wie Polysaccharide oder Proteine), die durch intermolekulare Wechselwirkungen, wie Wasserstoffbrücken, hydrophobe Wechselwirkungen oder Ionenbeziehungen miteinander interagieren können. Extreme Dickungsmittel sind Schichtsilikate (Bentonite, Hectorite) oder hydratisierte SiO2-Partikel, die als Teilchen dispergiert vorliegen und in ihrer festkörperartigen Struktur Wasser binden können oder aufgrund der beschriebenen Wechselwirkungen miteinander interagieren können.
Verwendung finden Verdickungsmittel in Lebensmitteln, Kosmetika, Reinigungsmitteln, Druckfarben, Wandfarben, Streichfarben, Putzen und Zementmörtel. Zu den bekannten Verdickungsmitteln zählen Pektine, Guar, Johannisbrotkernmehl, Carrageen, Celluloseether, Polyvinylalkohol und Silikate.

## Verwendung in Lacken und Druckfarben
Lacke benötigen rheologische Additive für eine höhere Viskosität.

### Niedermolekulare organische Produkte
- Metallseifen
- gehärtetes Rizinusöl (Handelsname u. a. Thixotrol)
- modifizierte Fettderivate
- Polyamide

### Organische natürliche Verdickungsmittel
- Stärke
- Gelatine
- Casein
- Konjakwurzelmehl (Glucomannane)

### Abgewandelte Naturstoffe
- Hydroxyethylcellulose
- Carboxymethylcellulosen (CMC, E 466)
- Hydroxypropylmethylcellulose
- Hydroxypropylcellulose
- Ethylhydroxyethylcellulose

### Organische vollsynthetische Verdickungsmittel
Zu den organischen, vollsynthetischen Verdickungsmitteln gehören Polyvinylalkohole, Polyacrylsäure und Polymethacrylsäuren, Polyacrylamide, Polyvinylpyrrolidon sowie Polyethylenglycole.

### Assoziativverdicker
Assoziativverdicker sind den Tensiden insofern ähnlich, da auch sie hydrophobe und hydrophile Enden sowie Seitenketten besitzen. Die dadurch mögliche Bildung von Mizellen führt zur Viskositätserhöhung. Im Gegensatz zu den lediglich durch Quellung wirkenden Verdickungsmitteln wechselwirken Assoziativverdicker mit den Latexteilchen und verbinden sie über Mizellbrücken. Zu den Assoziativverdickern gehören hydrophob modifizierte Polyacrylate (HASE), hydrophob modifizierte Celluloseether (HMHEC), hydrophob modifizierte Polyacrylamide (HMPAM), hydrophob modifizierte Polyether (HMPE) sowie assoziative Polyurethan-Verdicker.

## Verwendung in der Pharmazie
Verdickungsmittel werden in der Pharmazie außer für Gele und Lotionen als Bestandteil von Tabletten verwendet. Durch das Wasseraufnahmevermögen quellen diese Stoffe im Magen oder Darm auf, wodurch der Wirkstoff aus der Arzneiform freigesetzt werden kann. Zur Anwendung kommen, neben den in der Lebensmittelindustrie üblichen Stoffen zusätzlich:
- Polyethylenglykol
- Polyacrylsäure (Carbopol)
- Cellulosederivate

## Verwendung in der Lebensmittelindustrie
Verdickungsmittel finden vielfältig Verwendung in der Lebensmittelindustrie. Die Hauptaufgabe besteht darin, dem Produkt eine bestimmte Konsistenz oder Textur (Mundgefühl) zu verleihen oder unerwünschte Separationsvorgänge während der Lagerung (Absetzen von Partikeln, Phasentrennung) zu verlangsamen. Einige Verdickungsmittel können auch dazu verwendet werden, eine 'fettige' Konsistenz zu imitieren (Leichtprodukte), um Fett zu substituieren. Einige Verdickungsmittel sind unverdaulich und stellen daher Ballaststoffe dar. In der EU müssen Verdickungsmittel als Lebensmittelzusatzstoff zugelassen und in der Liste der E-Nummern (Anhang II der Verordnung (EG) Nr. 1333/2008) aufgeführt sein. Die in der Lebensmittelindustrie verwendeten Verdickungsmittel müssen auf der Zutatenliste deklariert werden.
| E-Nummer | Geliermittel und Verdickungsmittel                    | Verwendung | Erlaubte Tagesdosis                                                                        |
| -------- | ----------------------------------------------------- | --- | ------------------------------------------------------------------------------------------ |
| E 400    | Alginsäure                                            | Aspik, Backwarenfüllungen, Desserts, Gelees, Konfitüre, Marmelade, Puddingpulver, Sahne und Speiseeis                                                                                                  | –                                                                                          |
| E 401    | Natriumalginat                                        | Aspik, Backwarenfüllungen, Desserts, Gelees, Konfitüre, Marmelade, Puddingpulver, Sahne und Speiseeis                                                                                                  | –                                                                                          |
| E 402    | Kaliumalginat                                         | Aspik, Backwarenfüllungen, Desserts, Gelees, Konfitüre, Marmelade, Puddingpulver, Sahne und Speiseeis                                                                                                  | –                                                                                          |
| E 403    | Ammoniumalginat                                       | Aspik, Backwarenfüllungen, Desserts, Gelees, Konfitüre, Marmelade, Puddingpulver, Sahne und Speiseeis                                                                                                  | –                                                                                          |
| E 404    | Calciumalginat                                        | Aspik, Backwarenfüllungen, Desserts, Gelees, Konfitüre, Marmelade, Puddingpulver, Sahne und Speiseeis                                                                                                  | –                                                                                          |
| E 405    | Propylenglycolalginat                                 | Bier, Kaugummi, Soßen und Wassereis | 25 mg/kg Körpergewicht (bei 75 kg Gewicht = 1875 mg)                                       |
| E 406    | Agar-Agar                                             | Aufgüsse und Überzüge für Fleischerzeugnissen, Gelees, Joghurt, Konfitüren, Marmelade, Süßwaren und Gewürzzubereitungen                                                                                | –                                                                                          |
| E 407    | Carrageen, Furcellaran                                | Eiscreme, Dessertpulver, Dickmilcherzeugnisse, Ketchup, Puddingpulver, Sahne wärmebehandelt, Soßen, Süßigkeiten und Tortenguss                                                                         | 75 mg/kg Körpergewicht (bei 75 kg Gewicht = 5625 mg), zudem für Säuglingsnahrung untersagt |
| E 410    | Johannisbrotkernmehl                                  | Backwaren, Gelees, Gemüsekonserven, Konfitüren, Marmeladen, Milchmischgetränke, Obstkonserven und Speiseeis                                                                                            | –                                                                                          |
| E 412    | Guarkernmehl                                          | Backwaren, Gelees, Gemüsekonserven, Konfitüren, Marmeladen, Milchmischgetränke, Obstkonserven und Speiseeis                                                                                            | –                                                                                          |
| E 413    | Traganth                                              | Desserts, Fertiggerichte, Gebäck und Gebäckfüllungen, Mayonnaise, Soßen, Soßen und Speiseeis | –                                                                                          |
| E 414    | Gummi arabicum                                        | Bier, Getränkepulver, Sahnesteif, Süßwaren und Tortenguss | –                                                                                          |
| E 415    | Xanthan                                               | Backwaren, Desserts, Fischkonserven, Fleischkonserven, Gelees, Gemüsekonserven, Ketchup, Konfitüre, Marmelade, Mayonnaise, Milchmischgetränke, Obstkonserven, Sauergemüse, Suppen, Soßen und Speiseeis | –                                                                                          |
| E 416    | Karaya (Indischer Traganth)                           | Abführmittel, Blätterteiggebäck, Desserts, Eierlikör, Kartoffelchips, Kekse, Kuchenfüllungen und Überzüge, Nahrungsergänzungsmittel, Tortilla-Chips sowie Einsatz in der kosmetischen Industrie        | 12,5 mg/kg Körpergewicht (bei 75 kg Gewicht = 937,5 mg)                                    |
| E 417    | Tarakernmehl (Peruanisches Johannisbrotkernmehl)      | Aufgüsse und Überzüge für Fleischerzeugnisse, Backwaren, Gelees, Gemüsekonserven, Konfitüren, Marmeladen, Milchmischgetränke, Obstkonserven, Speiseeis, Süßwaren und Würzzubereitungen                 | –                                                                                          |
| E 418    | Gellan                                                | Füllungen für Backwaren, Gelees, Konfitüren, Marmeladen, Überzüge | –                                                                                          |
| E 440    | Pektin, siehe auch Opekta                             | Backwaren, Desserts, Gelees, Gelierzucker, Konfitüren, Marmeladen, Mayonnaise, Milchmischgetränke, Soßen, Speiseeis und Tortenguss                                                                     | –                                                                                          |
| E 440ii  | Amidiertes Pektin                                     | Backwaren, Desserts, Gelees, Gelierzucker, Konfitüren, Marmeladen, Mayonnaise, Milchmischgetränke, Soßen, Speiseeis und Tortenguss                                                                     | –                                                                                          |
| E 460    | Mikrokristalline Cellulose, Cellulosepulver           | Eiscreme, Kaugummi und Scheibenkäse | –                                                                                          |
| E 461    | Methylcellulose                                       | Blätterteiggebäck, Desserts, Fischerzeugnisse, Ketchup, kalorienreduzierte Lebensmittel, Kuchen, Kekse, Mayonnaise, Soßen und Speiseeis                                                                | -                                                                                          |
| E 462    | Ethylcellulose                                        | Nahrungsergänzungspräparate und Schutzüberzüge | –                                                                                          |
| E 463    | Hydroxypropylcellulose                                | Blätterteiggebäck, Desserts, Fischerzeugnisse, Ketchup, kalorienreduzierte Lebensmittel, Kuchen, Kekse, Mayonnaise, Soßen und Speiseeis                                                                | –                                                                                          |
| E 464    | Hydroxypropylmethylcellulose                          | Blätterteiggebäck, Desserts, Fischerzeugnisse, Ketchup, kalorienreduzierte Lebensmittel, Kuchen, Kekse, Mayonnaise, Soßen und Speiseeis                                                                | –                                                                                          |
| E 465    | Methylethylcellulose                                  | Desserts, Liköre, kalorienreduzierte Lebensmittel | –                                                                                          |
| E 466    | Carboxymethylcellulose, Natriumcarboxymethylcellulose | Desserts, Cremes, Fischerzeugnisse, Fleischerzeugnisse, Fruchtzubereitungen, Kuchenfüllungen, Nüsse, Sahneerzeugnisse, Speiseeis, Süßstofftabletten, und Süßwaren                                      | –                                                                                          |

Außerdem sind Gelatine und Modifizierte Stärke (Gruppe: E 1404, 1410, 1412, 1413, 1414, 1420, 1422, 1440, 1442, 1450 und 1451) zugelassen.
In der Küche sind Verdickungsmittel eher als Bindemittel bekannt, dazu gehören:
- Agar
- Eigelb
- Gelatine
- Mehlschwitze
- Mehlbutter
- Pektin
- Pfeilwurzelmehl
- Sago
- Stärke